# Marcel Pillon
Pas d'image ? Cliquez ici

a Compétitions nationales et continentales officielles uniquement.

b Matchs officiels uniquement.
Marcel Pillon, né le 21 avril 1955 à Perpignan, est un joueur de rugby à XIII dans les années 1970 et 1980.
Il effectue la majeure partie de sa carrière sportive à Saint-Estève avec lequel il dispute trois finales de Championnat de France en 1975, 1980 et 1982.
Fort de ses performances en club, il est sélectionné à de nombreuses reprises en équipe de France entre 1975 et 1981 disputant la Coupe du monde 1975.

## Palmarès
- Collectif :
  - Vainqueur de la Coupe d'Europe des nations : 1981 (France).
  - Finaliste du Championnat de France : 1975, 1980 et 1982 (Saint-Estève).

### Coupe du monde
| Édition    | Rang | Résultats France | Résultats Pillon | Matchs Pillon |
| ---------- | ---- | ---------------- | ---------------- | ------------- |
| Monde 1975 | 5e   | 1 v, 1 n, 6 d    | 0 v, 1 n, 1 d    | 2/8           |

Légende : v = victoire ; n = match nul ; d = défaite.

### Coupe d'Europe
| Édition | Rang     | Résultats France | Résultats Pillon | Matchs Pillon |
| ------- | -------- | ---------------- | ---------------- | ------------- |
| 1978    | 3e       | 0 v, 0 n, 2 d    | 0 v, 0 n, 1 d    | 1/2           |
| 1980    | 2e       | 1 v, 0 n, 1 d    | 1 v, 0 n, 0 d    | 1/2           |
| 1981    | Champion | 2 v, 0 n, 0 d    | 2 v, 0 n, 0 d    | 2/2           |

Légende : v = victoire ; n = match nul ; d = défaite.

### Détails en sélection
| 1.  | 17 octobre 1975  | Nouvelle-Zélande     | 0-12  | Coupe du monde | Arrière | - | - | - | - |
| 2.  | 26 octobre 1975  | Australie            | 2-41  | Coupe du monde | Arrière | - | - | - | - |
| 3.  | 15 janvier 1978  | pays de Galles       | 7-29  | Coupe d'Europe | Arrière | - | - | - | - |
| 4.  | 26 janvier 1980  | pays de Galles       | 21-7  | Coupe d'Europe | Arrière | - | - | - | - |
| 5.  | 23 novembre 1980 | Nouvelle-Zélande     | 6-5   | Test-match     | Arrière | - | - | - | - |
| 6.  | 7 décembre 1980  | Nouvelle-Zélande     | 3-11  | Test-match     | Arrière | - | - | - | - |
| 7.  | 31 janvier 1981  | pays de Galles       | 23-5  | Coupe d'Europe | Arrière | - | - | - | - |
| 8.  | 21 février 1981  | Angleterre           | 5-1   | Coupe d'Europe | Arrière | - | - | - | - |
| 9.  | 7 juin 1981      | Nouvelle-Zélande     | 3-26  | Test-match     | Arrière | - | - | - | - |
| 10. | 18 juillet 1981  | Australie            | 2-17  | Test-match     | Arrière | - | - | - | - |
| 11. | 23 août 1981     | Papouas.-Nlle-Guinée | 13-13 | Test-match     | Arrière | - | - | - | - |
| 12. | 6 décembre 1981  | Grande-Bretagne      | 0-37  | Test-match     | Arrière | - | - | - | - |